# 澳大利亞聯邦大學
澳大利亚联邦大学（以下简称FedUni）建校已有145年历史。多年来，FedUni作为一所高等教育与职业培训并存的高等学府有着卓越的表现。FedUni是澳大利亚第一所区域型、多领域大学，同时也是澳大利亚第三古老的大学，现已发展成为澳大利亚区域型大学的先驱。

## 沿革
澳大利亞聯邦大學是澳大利亞第三歷史悠久的高等教育院校起源於1870年，在1994年間自墨爾本大學分出獨立，连年被澳大利亚“优秀大学指南”评为“教学质量五星级”最高評價，畢業生就業率維州第一。 （页面存档备份，存于）
《澳大利亚优秀大学指南》（Good Universities Guide）2015年公布，澳大利亚联邦大学（Federation University Australia）再度獲得全澳教学质量榜首，並且还获得了“社会公平”五星级最高评价和“师生比例”四星级。 （页面存档备份，存于）
《QILT》2015年九月公布，澳大利亚联邦大学（Federation University Australia）为全澳教学质量第一。 （页面存档备份，存于）

## 科學園區
聯邦大學擁有一座科學園區，其宗旨是用來協助以科技為發展核心的公司，協助他們使用該大學的技術資源而促進各公司的發展機會。目前在園區內營運的相關組織如下：
- CFA Country Fire Authority
- IBM South East Asia
- IBM Regional Software Solutions Centre
- Greenhill Enterprise Centre
- 維多利亞州鄉村救護車服務（英语：Rural Ambulance Victoria）
- State Revenue Office
- Conservation Volunteers
- Global Innovation Centre
- ID Research
- Emergency Services Telecommunication

目前有1,350位員工在設立於園區內的公司下工作；大學持有這些公司50%的股權。近期IBM決定在園區內擴大徵才，預計將投入1千萬澳元在相關工程上。

## 研究計劃
該校在研究案上著力頗多。例如：資訊科技暨數學系在相關研究上已積累了許多成果。此外為長期發展設想，該校努力提升教學品質和社區關係等；主要研究範圍是：數學、文學、福利制度研究、商學、照護學、心理學、哲學等，表現出該校由於體認而發展出環環相扣的研究計劃和藍圖。這些都是建立在以國家級為主、與其他研究機構合作為基礎的。

## 研究機構
- 地區和農村研究和創新研究中心：該機構主要研究和改善農村和地區性的事務上。

## 分校
該校現有7處校區:2處在柏拉瑞特；3處分別在Ararat、Horsham及Stawel；1處海倫山；1處吉普斯蘭。

## 著名校友
- Jack Adam：礦業工程師, 1905年礦物學系畢業生
- 史蒂夫·布拉克斯（英语：Steve Bracks）：前任維多利亞州州長（Dip Bus.文憑）
- Ash Lieb Artist：文學院視覺藝術系畢業生
- 布拉德·麥克尤恩（英语：Brad McEwan）：Ten Network運動新聞播報員，運動學系畢業生
- 基蘭·馬祖瑪-肖（英语：Kiran Mazumdar-Shaw）：女商人[3]
- 史蒂夫·莫内盖蒂：奧運馬拉松賽選手，工程學系畢業生
- 理查德·W·理查茲（英语：Richard W Richards）：物理學者、南極探險家，為欧内斯特·沙克尔顿所率領的大英帝國橫越南極遠征成員之一 [4]
- 利比·坦納（英语：Libby Tanner）：女演員

### 榮譽校友
- 简纳德：前任維多利亞州州長（榮譽商學博士學位 Hon DBus (Honoris Causa)）
- 馬修·芬努斯：前任維州教育廳長（榮譽教育學博士 Hon DEdu）

## 外部連結
- 聯邦大學官方網站 （页面存档备份，存于）
- 柏拉瑞特文法高中 （页面存档备份，存于）
- 柏拉瑞特與克萊登高中 （页面存档备份，存于）
- 柏拉瑞特高級中學 （页面存档备份，存于）
- 羅瑞多高中 （页面存档备份，存于）
- 聖派翠克高中 （页面存档备份，存于）